# Escola de Direito do Rio de Janeiro da Fundação Getulio Vargas
A Escola de Direito do Rio de Janeiro da Fundação Getulio Vargas é uma instituição de ensino superior do Direito vinculada à Fundação Getulio Vargas. Fundada em 2002, ela tem como contraparte, em São Paulo, a DIREITO GV.
A Escola foi gratificada com grau máximo pela OAB e pelo MEC.

## Ligações Externas
- «Página oficial»